# استبیلیتی ای‌آی
استبیلیتی ای‌آی (به انگلیسی: Stability AI) یک شرکت هوش مصنوعی است که بیشتر به خاطر ساخت مدل متن به تصویر استیبل دیفیوژن شناخته شده است.